# Жълта треска
Жълта треска (на английски: Yellow fever), нарича още Жълтия Джак, Черен бълвоч или Американска чума, е остро вирусно заболяване. Въпреки наличието на ефективна ваксина, болестта продължава да е често срещано хеморагично заболяване в много страни и региони от Африка и Южна Америка.

## Исторически сведения за заболяването
Жълтата треска е причинител на няколко опустошителни епидемии. През 16 век избухва в Италия, Франция, Испания и Англия. Смята се, че около 300 000 души умират от жълта треска в Испания през 19 век. През 1802 г. френски войници участващи в потушаването на хаитянската революция и около половината от армията загива от жълта треска.
Редица огнища са регистрирани в Западното полукълбо през годините. Научните изследвания проведени в началото на 20 век, включително и при доброволци, водят до изучаването на болестта и откриването на начините на предаване на хората и разработването на ваксини и други превантивни средства. Въпреки създадената добра ваксина против това заболяване, ежегодно в световен мащаб от него, според Световната здравна организация, умират до 200 000 души.

## Епизоотология
Жълтата треска се причинява от арбовирус, представител на семейство Flaviviridae. Инфекцията започва след попадане на заразена слюнка от членестоноги проникнала при ухапване на гостоприемника. Вектори на заболяването са комари от видовете Aedes simpsoni, Aedes africanus и Aedes aegypti в Африка, род Haemagogus в Южна Америка и род Sabethes във Франция.

## Клинични признаци
Инкубационният период продължава 3 до 5 дни. В повечето случаи проявата се ограничава до признаци на лека треска и главоболие. В тежката си форма заболяването протича с висока температура, втрисане, кръвоизливи по кожата, ускорен пулс, главоболие, болки в гърба и немощ. Чести признаци са и гадене, повръщане и запек. Жълтеницата обикновено се появява на втория или третия ден. След третия ден симптомите се утежняват и в крайния етап се проявяват признаци на масивно кръвотечение, демонстрирано с повръщане на кръв. Пациентът изпада в делириум и кома и често заболяването завършва със смърт. По време на епидемии процента на смъртност достига до 85%. Въпреки че в днешни дни заболяването все още се среща, то обикновено се ограничава само до спорадични случаи.
Налице е разлика между огнища на болестта в селските и горските райони, както и в градовете. Огнища на болестта в градовете могат да бъдат по-сериозни. Причина за това е и по-гъстата популация от вектори на болестта в градска среда и гъстотата на заболяване в нея.

## Лечение
Лечението на жълтата треска е невъзможно и неефективно. В случай на заболяване лечението е само симптоматично и поддържащо. Вливат се течности, целящи да балансират загубата им. Налага се преливане на кръв. В случаите на остра бъбречна недостатъчност е наложителна и диализа.

## Профилактика
През 1937 г. Макс Тайлър разработва ефикасна ваксина против жълта треска, която дава възможност за продължителен имунитет продължаващ до десет и повече години.

## Жълтата треска като биологично оръжие
В миналото, жълтата треска е била изследвана от няколко страни, като потенциално биологично оръжие.
- Ендемични райони и страни в Африка (към 2005 г.)
- Ендемични райони и страни в Южна Америка (към 2005 г.)